# Rue Brey
La rue Brey est une voie publique située dans le 17e arrondissement de Paris , en France.
elle est citée dans la nouvelle de G. Simenon " le petit restaurant des ternes" comme étant le lieu de résidence du personnage Alexis Borine.

## Situation et accès
Cette voie débute au 19, avenue de Wagram et se termine au 18, avenue Mac-Mahon.

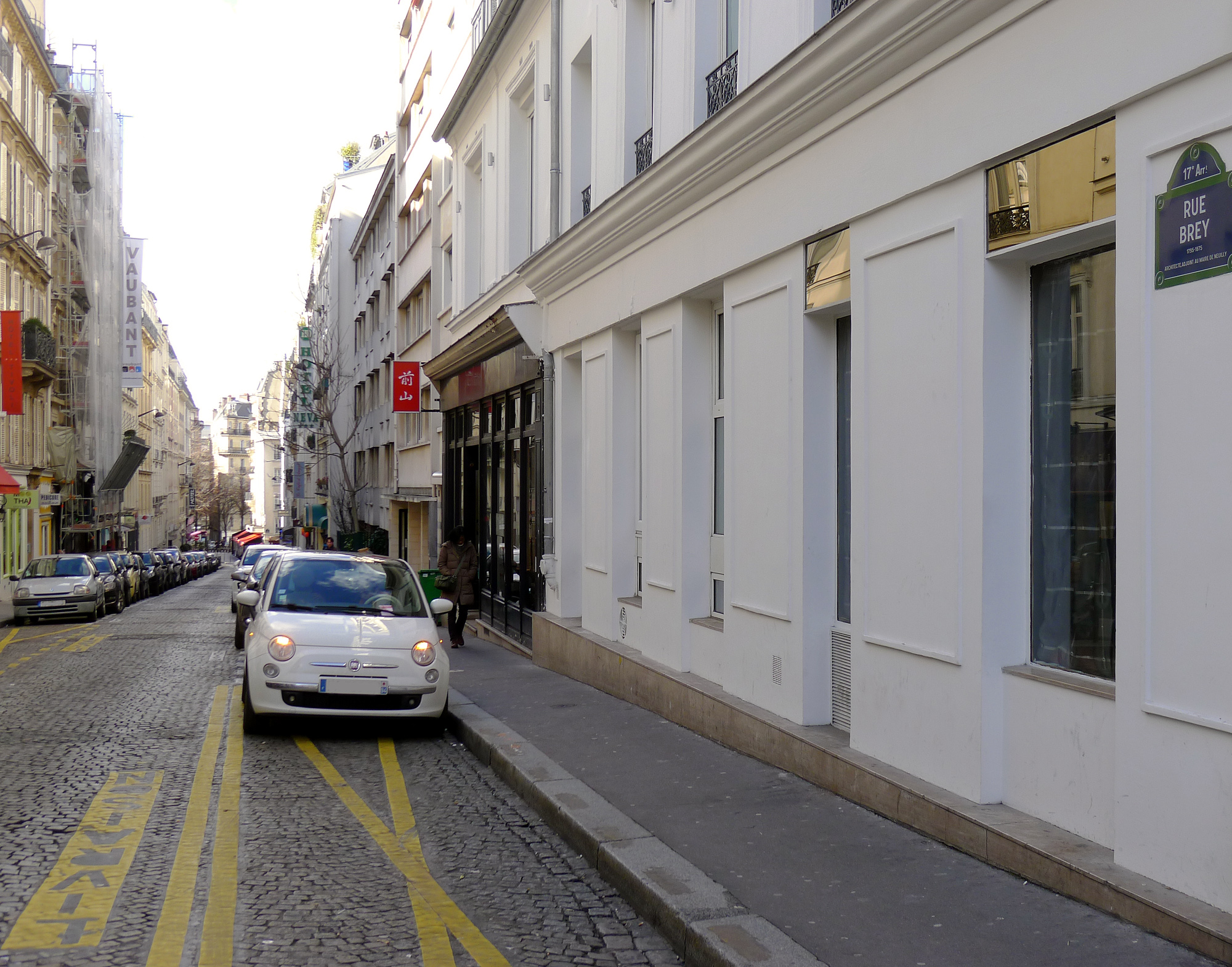
Rue vue depuis l'avenue de Wagram.

## Origine du nom
Son nom lui fut attribué pour honorer de son vivant l'architecte Auguste Joachim Brey (1795-1875), adjoint au maire de Neuilly-sur-Seine, qui fut l'un des acteurs importants de l'urbanisation de ce quartier qui dépendait alors de Neuilly.
L'abbé Bellanger indique en 1849 : « Le conseil municipal lui a donné un nom qui méritait d'être inscrit sur une des rues des Ternes. C'est une juste récompense des bons services et des efforts persévérants que M. Brey, architecte, n'a cessé d'entreprendre pour la prospérité et l'agrandissement du pays. »

## Historique

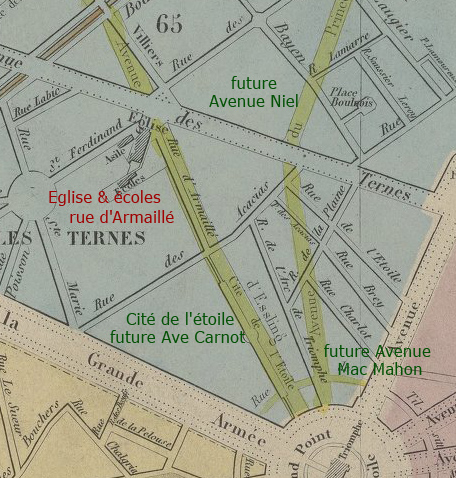
Plan de Goujon de 1866.

Cette voie, qui était sur le territoire de la commune de Neuilly-sur-Seine entre l'avenue de Wagram et la rue de Montenotte, fut classée dans la voirie parisienne par un décret du 23 mai 1863.
Cette petite rue qui existait avant 1860, allait du boulevard de l’Étoile (mur des Fermiers généraux et future avenue de Wagram), jusqu’à la rue Neuve-des-Dames (actuelle rue de Montenotte). Elle se prolongeait par le passage des Acacias pour conduire à la rue du même nom et déboucher sur l'avenue des Ternes.
Au début du XIXe siècle, la rue Brey, comme ses deux voisines, la rue Troyon et la rue de l'Étoile, relie entre elles les avenues de Wagram et Mac-Mahon. Elle est alors peuplée de selliers, de carrossiers, puis plus tard de sous-traitants des nombreuses manufactures d’automobiles qui fleurissaient dans le quartier.
En 1897, la rue est prolongée jusqu'à l'avenue Mac-Mahon (ouverte en 1867) et absorbe une partie du passage des Acacias.
Dans la seconde moitié du XXe siècle, la rue Brey fut plutôt réputée pour ses salons de massage, ses boîtes de nuit, ses dames galantes et ses voyantes.

## Bâtiments remarquables et lieux de mémoire

Édith Piaf en 1951.

- No 4 : maison d'un étage ; dans l'arrière-cour de cette petite maison, le père Grégoire fabriquait ici et autour de 1900, des prototypes de vélocipèdes, d’automobiles, de chariots électriques pour le compte du marquis de Dion qui habitait dans le voisinage (avenue Mac-Mahon)[5].
- No 14 : l'hôtel Flanelles Paris, 25 chambres qui cultivent la discrétion et les petits luxes charmants...
- No 15 : Au Collectionneur, une minuscule boutique qui offre des objets singuliers de toute provenance exposés dans une vitrine encombrée et, à l’intérieur, dans un merveilleux grenier à trésors.
- No 19 : locaux de l’Adam’s Club, qu’Hélène Lechevalier ouvrit au début des années 1990, l’un des carrés d'Hélène ou École d’Éros[4].
- No 23 : l’hôtel Tilsitt Étoile a une petite cour fleurie qui attire, dans ses chambres calmes, une clientèle d’artistes. On dit que le poète chilien Pablo Neruda (1904-1973) descendait volontiers dans cet hôtel à proximité de la demeure parisienne de son ami Roberto Chavero plus connu sous le pseudonyme d’Atahualpa Yupanqui (1908-1994)[4].
- No 32 : au croisement avec l'avenue Mac-Mahon, en haut des marches on trouve une très sympathique placette qui donne l'impression de se retrouver instantanément en pleine campagne.

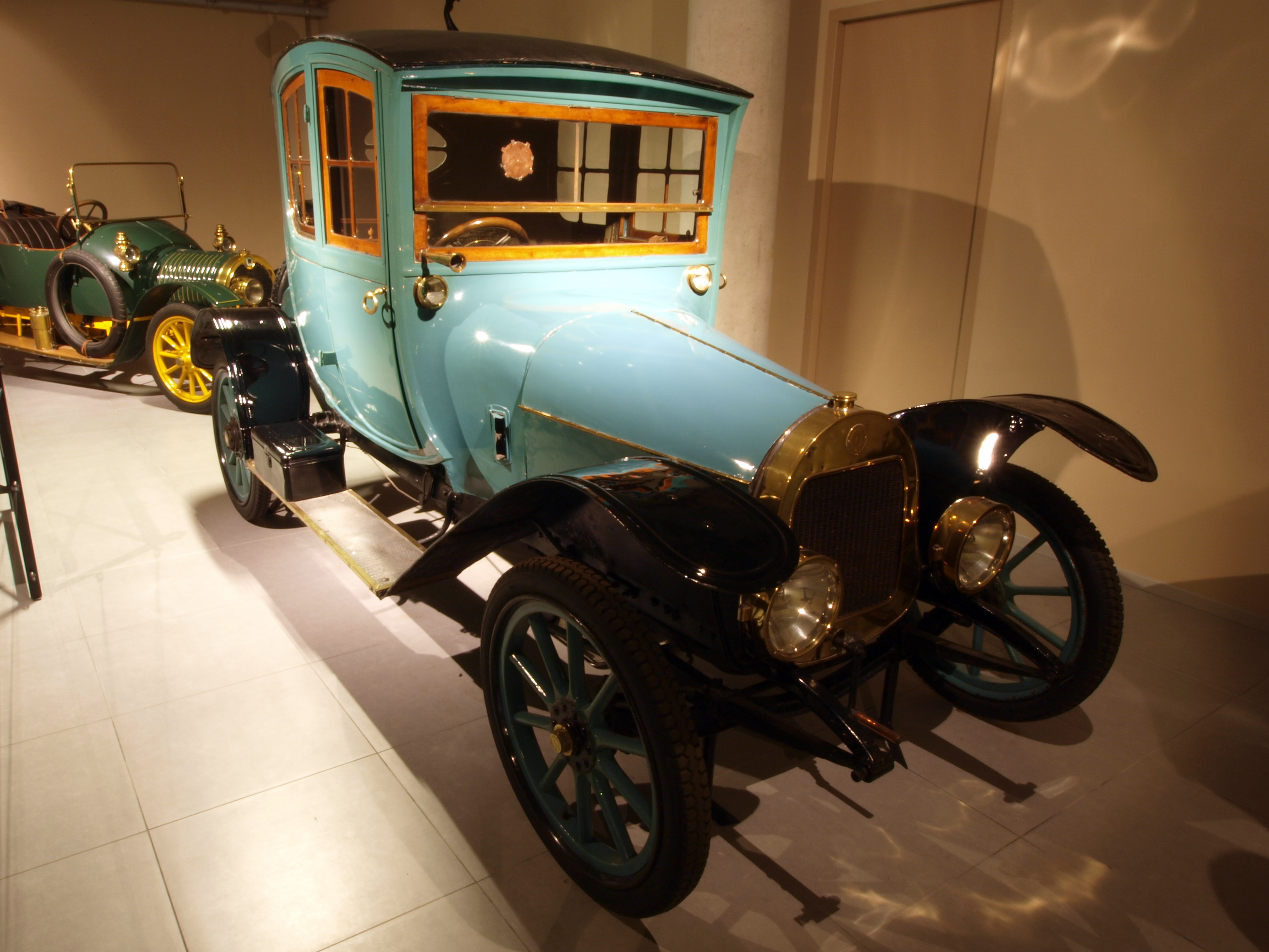
Coupé Gregoire 1909.

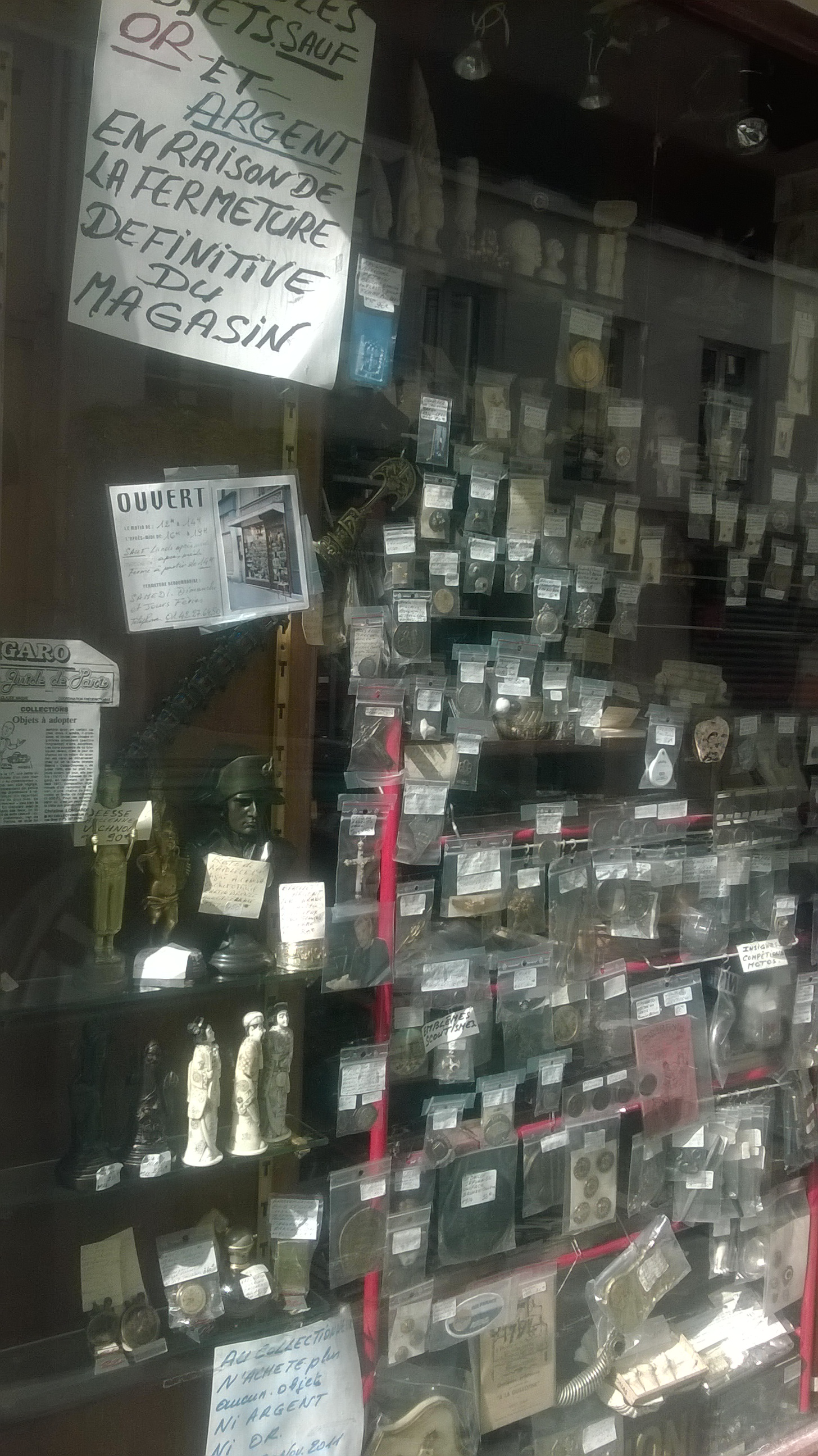
Au Collectionneur.

- Certaines scène du film de 1972 Le Dernier Tango à Paris de  Bernardo Bertolucci y a été tourné.